# Esquí alpí als Jocs Olímpics d'hivern de 2006 - Descens femení
Als Jocs Olímpics d'Hivern de 2006 celebrats a la ciutat de Torí (Itàlia) es disputà una prova femenina de descens d'esquí alpí, que unida a la resta de proves conformà el programa oficial dels Jocs.
La prova es va fer el 15 de febrer de 2006 a les instal·lacions de Cesana San Sicario. Hi participaren un total de 45 esquiadors de 20 comitès nacionals diferents.

## Resum de medalles
| Or                   | Argent         | Bronze      |
| Michaela Dorfmeister | Martina Schild | Anja Pärson |

## Resultats

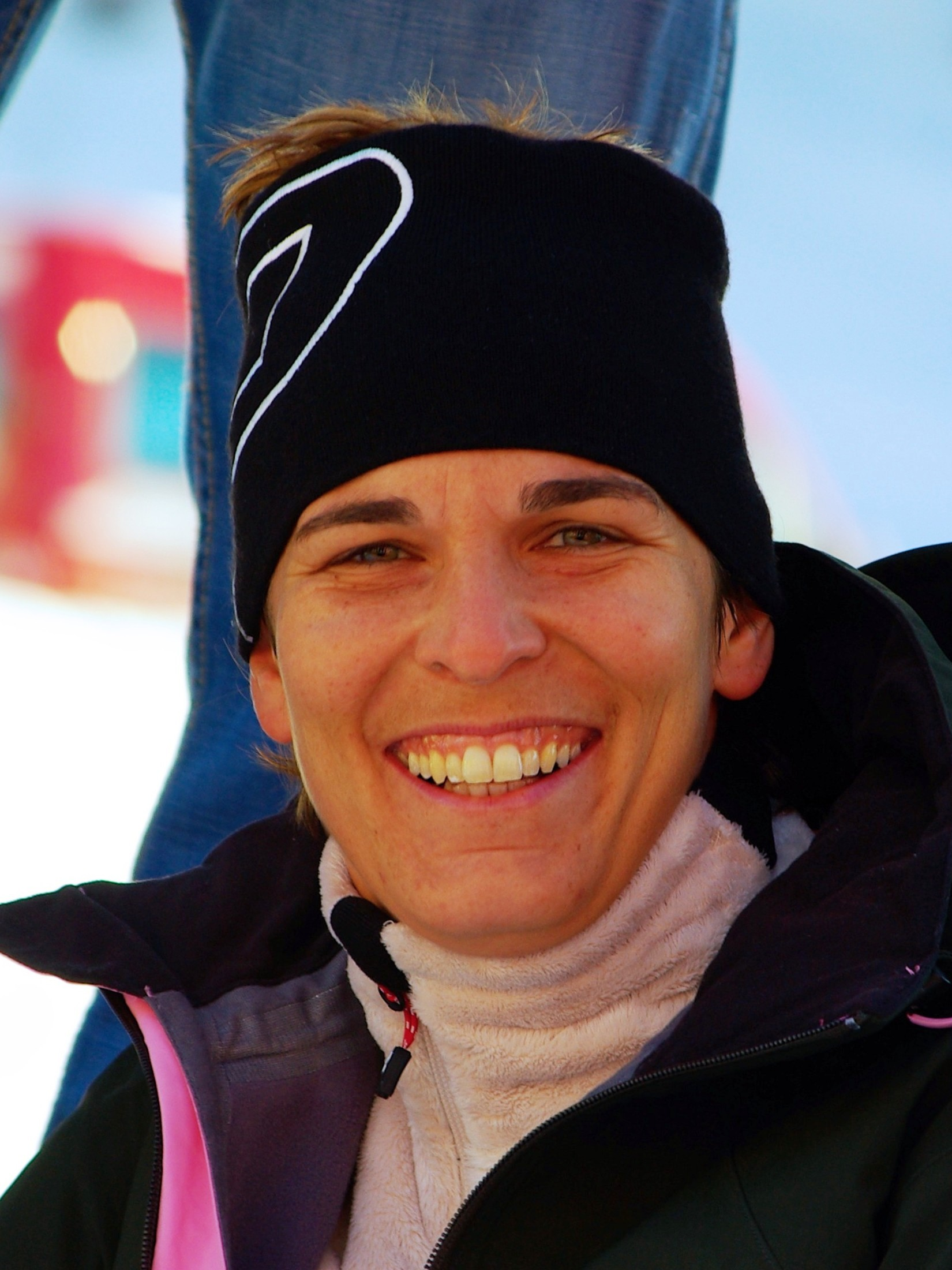
Michaela Dorfmeister, guanyador de la medalla d'or.

| Pos. | Nom                      | CON           | Temps        | Dif.         |
| ---- | ------------------------ | ------------- | ------------ | ------------ |
| 1    | Michaela Dorfmeister     | Àustria       | 1:56.49      |              |
| 2    | Martina Schild           | Suïssa        | 1:56.86      | +0.37        |
| 3    | Anja Pärson              | Suècia        | 1:57.13      | +0.64        |
| 4    | Renate Götschl           | Àustria       | 1:57.20      | +0.71        |
| 5    | Nadia Styger             | Suïssa        | 1:57.62      | +1.13        |
| 6    | Petra Haltmayr           | Alemanya      | 1:57.69      | +1.20        |
| 7    | Julia Mancuso            | Estats Units  | 1:57.71      | +1.22        |
| 8    | Lindsey Kildow           | Estats Units  | 1:57.78      | +1.29        |
| 8    | Alexandra Meissnitzer    | Àustria       | 1:57.78      | +1.29        |
| 10   | Nadia Fanchini           | Itàlia        | 1:57.84      | +1.35        |
| 11   | Chemmy Alcott            | Regne Unit    | 1:57.85      | +1.36        |
| 12   | Fränzi Aufdenblatten     | Suïssa        | 1:57.96      | +1.47        |
| 13   | Lucia Recchia            | Itàlia        | 1:58.30      | +1.81        |
| 14   | Sylviane Berthod         | Suïssa        | 1:58.36      | +1.87        |
| 15   | Marie Marchand-Arvier    | França        | 1:58.39      | +1.90        |
| 16   | Ingrid Jacquemod         | França        | 1:58.46      | +1.97        |
| 17   | Janette Hargin           | Suècia        | 1:58.53      | +2.04        |
| 18   | Jessica Lindell-Vikarby  | Suècia        | 1:58.56      | +2.07        |
| 19   | Stacey Cook              | Estats Units  | 1:58.70      | +2.21        |
| 20   | Emily Brydon             | Canadà        | 1:58.97      | +2.48        |
| 21   | Kirsten L. Clark         | Estats Units  | 1:59.07      | +2.58        |
| 22   | Nike Bent                | Suècia        | 1:59.17      | +2.68        |
| 23   | Dagný L. Kristjánsdóttir | Islàndia      | 1:59.43      | +2.94        |
| 24   | Kelly Vanderbeek         | Canadà        | 1:59.63      | +3.14        |
| 25   | Petra Robnik             | Eslovènia     | 1:59.66      | +3.17        |
| 26   | Shona Rubens             | Canadà        | 2:00.30      | +3.81        |
| 27   | Sherry Lawrence          | Canadà        | 2:00.47      | +3.98        |
| 28   | Carole Montillet-Carles  | França        | 2:01.03      | +4.54        |
| 29   | Elena Fanchini           | Itàlia        | 2:01.06      | +4.57        |
| 30   | Carolina Ruiz Castillo   | Espanya       | 2:01.09      | +4.60        |
| 31   | Alexandra Coletti        | Mònaco        | 2:01.34      | +4.85        |
| 32   | Daniela Merighetti       | Itàlia        | 2:01.76      | +5.27        |
| 33   | Olesja Alieva            | Rússia        | 2:02.06      | +5.57        |
| 34   | Chirine Njeim            | Líban         | 2:02.86      | +6.37        |
| 35   | Soňa Maculová            | Eslovàquia    | 2:03.63      | +7.14        |
| 36   | Jana Gantnerová          | Eslovàquia    | 2:04.60      | +8.11        |
| 37   | Eva Hučková              | Eslovàquia    | 2:05.32      | +8.83        |
| 38   | Andrea Casasnovas        | Espanya       | 2:06.73      | +10.24       |
| 39   | Miriam Vázquez           | Argentina     | 2:07.42      | +10.93       |
| 40   | Christelle Laura Douibi  | Algèria       | 2:09.68      | +13.19       |
| —    | Janica Kostelić          | Croàcia       | No finalitzà | No finalitzà |
| —    | Tina Weirather           | Liechtenstein | No finalitzà | No finalitzà |
| —    | Urška Rabič              | Eslovènia     | No finalitzà | No finalitzà |
| —    | Elisabeth Görgl          | Àustria       | No finalitzà | No finalitzà |
| —    | Leyre Morlans            | Espanya       | No finalitzà | No finalitzà |